# Ruch Moszawów
Ruch Moszawów (hebr. תנועת המושבים, Tnu'at HaMoshavim; ang. Moshavim Movement) jest jedną z najważniejszych organizacji osiedleńczych w Izraelu, której członkowie tworzą spółdzielnie wiejskie zorganizowane w moszawach. Reprezentuje on idee Syjonizmu socjalistycznego. Obecnie ruch zrzesza 253 moszawy z ogólnej liczby 440 wszystkich izraelskich moszawów.

## Historia
W 1903 na VI Kongresie Syjonistycznym, niemiecki Żyd socjolog Franz Oppenheimer przedstawił ideę spółdzielni wiejskiej, która miała ułatwić żydowskie osadnictwo w Palestynie. Oppenheimer określił zasady funkcjonowania spółdzielni, która miała mieć charakter rolniczy na gruntach publicznych. Mieszkańcy mieli być zatrudnieni na zasadach samozatrudnienia i wzajemnej współpracy dla dobra ogółu spółdzielni.
W 1907 ruch syjonistyczny Hapoel Ha-Cair zaangażował się w wykup gruntów i zakładanie nowych hebrajskich osiedli w Ziemi Izraela. W tym samym roku na II Konferencji Poalej Syjon, Dawid Ben Gurion przedstawił plan Oppenheimera jako sposobu kolonizacji Palestyny. Po długich dyskusjach propozycję przyjęto w 1910. W ten sposób nowa idea osadnictwa spółdzielczego zyskiwała coraz większe poparcie ze strony kierownictwa ruchu syjonistycznego.
W 1911 na III Konferencji Poalej Syjon, Berl Katznelson rozwinął ideę tworzenia miejsc pracy w małych gospodarstwach rolnych tworzonych na ziemiach Żydowskiego Funduszu Narodowego. W 1913 na XI Kongresie Syjonistycznym, Arthur Ruppin poparł ideę tworzenia osad rolniczych na zasadach spółdzielczych. Rok później Katznelson rozwinął ideę organizacji spółdzielni. Ziemia miała być dzierżawiona, a członkowie osady rolniczej mieli sami decydować o przyjęciu nowych członków. Praca miała opierać się na wzajemnej odpowiedzialności, a w osadach obowiązywałby język hebrajski. W tym samym roku Vilkansky Isaac opublikował w „Young Executive Biuletyn” artykuł, w którym opisał zasady funkcjonowania takiej osady. Wybuch w 1914 I wojny światowej przerwał proces dyskusji do 1919.
Napływ w 1919 do Mandatu Palestyny fali Trzeciej Aliji umożliwił rozpoczęcie osadnictwa w rejonie Jeziora Tyberiadzkiego. Postanowiono wówczas wypróbować teoretyczne rozważania w praktyce. Wizją było stworzenie osady rolniczej, której mieszkańcy mieli posiadać własność prywatną. Rolnicy prowadziliby produkcję rolniczą na własny rachunek. Spółdzielnia dzierżawiłaby ziemię i pobierała od swoich mieszkańców specjalny podatek (hebr. מס ועד, mas wa'ad).
W 1920 grupa osadników zebrała się w Ein Ganim (obecnie osiedle w mieście Petach Tikwa). W dniu 11 września 1921 w Dolinie Jezreel powstał pierwszy moszaw Nahalal. 16 grudnia 1921 powstał drugi moszaw Kefar Jechezkel, położony również w Dolinie Jezreel.
W 1925 istniało już jedenaście moszawów oraz sześć innych zorganizowanych osad rolniczych. Osadnicy napotykali jednak na duże trudności przy realizacji nowych planów, zarówno gospodarczych jak i społecznych. Z konieczności narodził się pomysł utworzenia Ruchu Moszawów, który byłby reprezentacją wszystkich osiedli. Wokół tego pomysłu powstało jednak wiele sporów, szczególnie ze względu licznych obaw o zachowanie indywidualności żydowskiego rolnictwa. Pierwszą próbę utworzenia takiego ruchu podjęto pod koniec 1925. Jej celem było stworzenie wspólnej instytucji regionalnej, która zapewniałby korzyści dla wszystkich osad bez naruszania ich autonomii. Napotkała ona jednak na silną opozycję przedstawicieli kibuców, która stała się szczególnie widoczną podczas dyskusji przy tworzeniu konstytucji ruchu.
W drugiej połowie lat 20. XX wieku znaczne trudności gospodarcze uniemożliwiły zakładanie nowych osiedli. Pojawiły się także duże spory odnośnie do sprawiedliwego podziału pieniędzy i innych środków pomiędzy osiedla rolnicze. Sytuacja wymuszała utworzenie ruchu, który umożliwiłby współpracę pomiędzy hebrajskimi osadami, tak na płaszczyźnie gospodarczej jak i społecznej. Postawę taką zajęło kierownictwo ogólnoizraelskiego związku zawodowego Histadrut, które uważało, że ruch taki powinien być najwyższą władzą i sprawować kontrolę nad osadami. Kierownictwo ruchu syjonistycznego chciało jednak ograniczyć administrację i pracować bezpośrednio z mieszkańcami osiedli. Pozycja liderów Histadrut spostrzegana była jako ewentualne zagrożenie dla autonomii osad. Pomimo tych wszystkich dyskusji i sporów, coraz bardziej widocznym stawała się potrzeba utworzenia takiego ruchu.
Pod koniec 1925 stworzono podstawy do utworzenia wspólnego przedstawicielstwa osad Nahalal, Kefar Jechezkel, Tel Adaszim, Kefar Malal, Karkur, Riszon le-Cijjon, Atarot (osada zniszczona w 1948), Kefar Jehoszua, Kefar Witkin i Kefar Chajjim. Siedziba sekretariatu znajdowała się w moszawie Kfar Jehezkel, a sekretarze utrzymywali stały kontakt ze osadami. Pierwszymi sekretarzami byli: Zvi Jehuda, Jakub Uri, Szmuel Dajan, Zvi Lieberman, Izrael Bloch, Israel Rudy, Shimon Kushnir i Rafał Winiarczyk. Do zadań pierwszego sekretarza należała praca nad konstytucją ruchu, działania na rzecz jego formalizacji oraz negocjacje w celu tworzenia nowych osad. Pomimo wszelkich starań, ta inicjatywa upadła.
W dniu 5 kwietnia 1930 mieszkańcy moszawu Nahalal ponownie zgodzili się, że jest potrzeba stworzenia organizacji i ustanowili tymczasowy sekretariat. Następnie zwołano konferencję, która odbyła się w moszawie Kfar Jehezkel. Podjęto decyzje, że tymczasowy sekretariat będzie zajmował się sprawami bezpieczeństwa, organizacją działalności osiedli, koordynacją działań protestacyjnych przeciwko dekretom brytyjskich władz mandatowych ograniczających liczbę żydowskich imigrantów, oraz sprawami budżetu i wyborów. W 1933 odbyła się kolejna trzecia konferencja w moszawie Kefar Witkin. Uchwalono wówczas formalne utworzenie Ruchu Moszawów, w skład którego weszli przedstawiciele 15 istniejących moszawów i 25 organizacji żydowskich.

## Działalność
Obecnie Ruch Moszawów zrzesza 254 moszawy w Izraelu, w których mieszka około 130 tys. osób. W ostatnich latach w Izraelu następują daleko idące zmiany gospodarcze. Systematycznie maleje liczba osób mieszkających w moszawach i utrzymujących się z pracy w rolnictwie. Wychodząc naprzeciw tym procesom, Ruch Moszawów realizuje liczne projekty nakierowane na młodzież. Obecnie jest jednym z największych ruchów młodzieżowych Izraela (liczba studentów wynosi około 30 tys. osób). Działalność ta jest spostrzegana jako praca przygotowująca przyszła infrastrukturę pod rozwój nowej generacji izraelskiego rolnictwa. Dzięki temu, pomimo spadku liczby aktywnych zawodowo rolników, rośnie ilość i jakość produkowanej żywności.
Członkowie ruchu mają dostęp do szerokiej gamy instrumentów wzajemnej pomocy udostępnianych przez Ruch Moszawów. Są to towarzystwa ubezpieczeń wzajemnych, fundusz pomocy, bank hipoteczny i fundusz emerytalny. Aby usprawnić działalność gospodarczą, ruch stworzył system regionalnych spółdzielni usługowych, które zajmują się przetwórstwem produktów rolnych i wprowadzaniem ich do obrotu. Spółdzielnie te obejmują pakowalnie owoców i warzyw, zakłady pakujące w konserwy, mieszalnie pasz, zakłady przetwórstwa mięsnego, sortownie jaj i chłodnie. Poza działalnością gospodarczą, ruch realizuje także liczne projekty kulturalne.